# That’s What Life Is All About
That’s What Life Is All About – piosenka wokalisty Binga Crosby’ego z 1975 roku. Została pierwotnie napisana przez Petera Dacre (teksty) i Les Redda  (muzyka).
Bing Crosby nagrał ten utwór 19 lutego 1975 roku w Chappells w  Londynie z Pete Moore Orchestra. Sesję wyprodukował Ken Barnes. Piosenka została wydana jako singiel przez Unitet Artists i zawarta w albumie That's What Life Is All About.
Crosby wykorzystał tę piosenkę na swoich różnych koncertach w 1976 roku, w tym w London Palladium (21 czerwca-4 lipca 1976), a także promując ją w programach telewizyjnych takich jak Parkinson, The Vera Lynn Show, Stars on Sunday i Top of Pops.